# 志らくの歌の花道
『志らくの歌の花道』（しらくのうたのはなみち）は、2001年4月8日から2013年6月29日までIBC岩手放送（IBCラジオ）で放送されていたラジオ番組である。全639回。
落語家の立川志らくとアナウンサーの伊藤美幸がパーソナリティを務めていた音楽番組で、当初は『志らくと歌と30分』（しらくとうたとさんじゅっぷん）と題して放送されていた。番組は毎回「俳句コーナー」「童謡・唱歌」「リクエスト」などのテーマを設け、それに基づいて新旧の歌謡曲を5曲紹介していた。
IBC岩手放送の公開イベント「IBCまつり」の開催時には、例年IBCホールでの公開録音を行っていた。また、志らく自身も岩手県内各地で独演会を定期的に開催していることから、番組内でその告知をすることがあった。

## ネット局
番組は長らくIBCのみで放送されていたが、2010年4月からは岩手県外の系列ラジオ局でも放送されていた。放送時間はいずれも日本標準時。
| 放送対象地域 | 放送局            | 系列         | 放送時間                                                 | 備考                                        |
| ------------ | ----------------- | ------------ | -------------------------------------------------------- | ------------------------------------------- |
| 岩手県       | IBC岩手放送 (IBC) | JRN・NRN系列 | 日曜 07:30 - 08:00 日曜 08:30 - 09:00 土曜 15:30 - 16:00 | 製作局 土曜15時台での放送は2003年4月5日から |
| 富山県       | 北日本放送 (KNB)  | JRN・NRN系列 | 土曜 08:25 - 08:55 土曜 08:30 - 09:00                    | 7時間先行ネット                             |
| 山梨県       | 山梨放送 (YBS)    | JRN・NRN系列 | 月曜 21:00 - 21:30                                       |                                             |
| 静岡県       | 静岡放送 (SBS)    | JRN・NRN系列 | 月曜 00:30 - 01:00 月曜 21:00 - 21:30 月曜 01:30 - 02:00 |                                             |
| 高知県       | 高知放送 (RKC)    | JRN・NRN系列 | 土曜 09:20 - 09:50                                       | 2012年3月31日の放送をもって打ち切り         |